# Фресно
Фресно (англ. Fresno, вимовляється /ˈfrɛzno/) — місто (англ. city) в США, в окрузі Фресно штату Каліфорнія. Шосте за територією місто Каліфорнії.
Населення — 542 107 осіб (2020), що робить його п'ятим за населенням містом в Каліфорнії і розташоване у центрі долини Сан-Хоакін у глибині Центральної долини приблизно за 322 км (200 миль) на північ від Лос-Анджелеса, і за 274 км (170 милях) на південь від столиці, Сакраменто. Місто є культурним та економічним центром агломерації Фресно-Кловіс. Фресно є другою за величиною агломерацією у Центральній долині з населенням 899 348, після Сакраменто. Назва Фресно іспанською мовою означає ясен, тому на прапорі Фресно присутній лист ясена.
Місто додано у список американських міст з найзабрудненішим повітрям

## Географія
Фресно розташоване за координатами 36°46′58″ пн. ш. 119°47′40″ зх. д. / 36.78278° пн. ш. 119.79444° зх. д. (36.782674, -119.794492).  За даними Бюро перепису населення США в 2010 році місто мало площу 290,88 км², з яких 289,97 км² — суходіл та 0,91 км² — водойми.

## Демографія
Згідно з переписом 2010 року, у місті мешкало 494 665 осіб у 158 349 домогосподарствах у складі 111 529 родин. Густота населення становила 1701 особа/км².  Було 171288 помешкань (589/км²).
Расовий склад населення:
| - 49,6 % — білих - 12,6 % — азіатів - 8,3 % — чорних або афроамериканців - 1,7 % — корінних американців - 0,2 % — вихідців з тихоокеанських островів - 22,6 % — осіб інших рас |

До двох чи більше рас належало 5,0 %. Частка іспаномовних становила 46,9 % від усіх жителів.
За віковим діапазоном населення розподілялося таким чином: 30,1 % — особи молодші 18 років, 60,6 % — особи у віці 18—64 років, 9,3 % — особи у віці 65 років та старші. Медіана віку мешканця становила 29,3 року. На 100 осіб жіночої статі у місті припадало 96,7 чоловіків;  на 100 жінок у віці від 18 років та старших — 93,5 чоловіків також старших 18 років.
Середній дохід на одне домашнє господарство  становив 58 684 долари США (медіана — 41 531), а середній дохід на одну сім'ю — 63 605 доларів (медіана — 45 806). Медіана доходів становила 40 100 доларів для чоловіків та 35 656 доларів для жінок. За межею бідності перебувало 29,8 % осіб, у тому числі 41,3 % дітей у віці до 18 років та 13,8 % осіб у віці 65 років та старших.
Цивільне працевлаштоване населення становило 198 113 особи. Основні галузі зайнятості: освіта, охорона здоров'я та соціальна допомога — 24,5 %, роздрібна торгівля — 11,8 %, мистецтво, розваги та відпочинок — 10,4 %.

## Уродженці
- Вільям Л. Торн (1878 — 1948) — американський актор.
- Родді Джексон (* 1942) — американський співак.
- Бізон Діл (1969—2002) — американський професійний баскетболіст.

## Міста-побратими
- Баакуба (араб. بعقوبة), Ірак[17]
- Верона (італ. Verona), Італія[18]
- Коті (яп. 高 知 市), Японія[19]
- Мюнстер (нім. Münster), Німеччина[20]
- Тараз, Казахстан[21]
- Вагаршапат (вірм. Վաղարշապատ), Вірменія[20]
- Тайшань (кит.: 台山), Китай[20]
- Нім, Франція[20]